# Yolina inopinata
Yolina inopinata är en skalbaggsart som först beskrevs av Omer-cooper 1955.  Yolina inopinata ingår i släktet Yolina och familjen dykare. Inga underarter finns listade i Catalogue of Life.